# Mukilteo
Mukilteo is een plaats (city) in de Amerikaanse staat Washington, en valt bestuurlijk gezien onder Snohomish County.

## Demografie
Bij de volkstelling in 2000 werd het aantal inwoners vastgesteld op 18.019.
In 2006 is het aantal inwoners door het United States Census Bureau geschat op 20.308, een stijging van 2289 (12.7%).

## Geografie
Volgens het United States Census Bureau beslaat de plaats een oppervlakte van
24,4 km², waarvan 16,4 km² land en 8,0 km² water. Mukilteo ligt op ongeveer 49 m boven zeeniveau.

## Plaatsen in de nabije omgeving
De onderstaande figuur toont nabijgelegen plaatsen in een straal van 12 km rond Mukilteo.